# Coração Brasileiro
| Críticas profissionais | Críticas profissionais |
| Avaliações da crítica  | Avaliações da crítica  |
| Fonte                  | Avaliação              |
| ---------------------- | ---------------------- |
| Clique Music           | 2 de 5 estrelas.       |

Coração Brasileiro, lançado em 1983, é o quinto álbum da carreira da cantora e compositora brasileira Elba Ramalho. Nesse álbum, Elba traz o hit "Banho de Cheiro", composição de Carlos Fernando, e "Ai que Saudade de Ocê" de Vital Farias.
Segundo o Jornal do Brasil, o álbum vendeu 389,439 cópias até Junho de 1984.

## Faixas
| N.º | Título                   | Compositor(es)                   | Duração |  |
| 1.  | "Banho de Cheiro"        | Carlos Fernando                  |         |  |
| 2.  | "Toque de Fole"          | Bastinho Calixto e Ana Paula     |         |  |
| 3.  | "Ave Cigana"             | Salgado Maranhão e Zé Américo    |         |  |
| 4.  | "Se Eu Fosse Teu Patrão" | Chico Buarque                    |         |  |
| 5.  | "Chororô"                | Gilberto Gil                     |         |  |
| 6.  | "Roendo Unha"            | Luiz Ramalho e Luiz Gonzaga      |         |  |
| 7.  | "Batida de Trem"         | Carlos Pita e Vicente Barreto    |         |  |
| 8.  | "Canção da Despedida"    | Geraldo Azevedo e Geraldo Vandré |         |  |
| 9.  | "De Volta dos Trovões"   | Bráulio Tavares e Fubá           |         |  |
| 10. | "Ai Que Saudades de Ocê" | Vital Farias                     |         |  |
| 11. | "Vida e Carnaval"        | Aroldo e Moraes Moreira          |         |  |
| 12. | "Coração Brasileiro"     | Celso Adolfo                     |         |  |

## Desempenho

### Certificações
| País   | Certificação |
| ------ | ------------ |
| Brasil | Ouro         |
| Brasil | Platina      |

## Músicos participantes
- Lincoln Olivetti, César Camargo Mariano e Mu Carvalho: arranjos e teclados
- Luiz Avelar: arranjos, teclados e piano Yamaha
- José Américo Bastos: arranjos, regência, acordeom, piano e piano Yamaha
- Francis Hime: arranjos, regência e piano Yamaha
- Antônio Santana, Jamil Joanes, Pedrão, Dadi Carvalho e Fernando: baixo
- Paulo Rafael, Ricardo Silveira, Victor Biglione, Robertinho de Recife e Robson Jorge: guitarra
- Hélio Delmiro e José Paulo: violão
- Elber Bedaque, Gustavo Shroeter, Mário, Paulinho Braga, Picolé, Robertinho Silva, Serginho Herval: bateria
- Severo: arranjos e acordeom
- Sivuca: acordeom
- Firmino, Ary Dias, Jorge, Eliseu, Bira, Ariovaldo, Altamiro, Edson, Paulo Humberto, Sidinho, Frank Colon, Geraldo Gomes, João Gomes, José Silva Gomes: percussão
- Alcebíades Spínola, Nilton Rodrigues, Bidinho, Paulinho, Don Harris, José Pinto, Paulo Roberto e Márcio Montarroyos: trompete
- Hamilton: trompete solo
- Serginho, Sérgio Fernandes e Edmundo Maciel: trombone
- Jesse: trombone baixo
- Oberdan e Jaime: sax alto
- Dulcilando Ferreira: sax
- Marcelo Neves: sax soprano
- Zé Carlos: sax tenor
- Léo Gandelman: sax barítono
- Celso: flauta
- Lenir: flautim
- Zenio: tuba
- Maurício Einhorn: gaita
- Flavio, Alceu Valença, Claudia Gomes, Claudia Cesar, Braulio, Gilda Valentim, Carlão, Patrícia Gadelha, Lenine, Jaime Alem, Luna, Flávio de Souza Faria, Mariza, Marcio Magalhães, Regininha, Pedrão, Mariza, Sonia Burnier, Ilka Burnier, Gastão Lamounier: vocal

## Ficha Técnica
- Direção artística: Mazzola
- Assistente de Produção: Antonio "Foguete"
- Auxiliar de produção: Pimpa
- Técnicos de Gravação: Luiz Paulo (Sigla) / Mazzola e Ary Carvalhaes (PolyGram)
- Auxiliar de gravação: Júlio (Sigla)
- Engenheiro de mixagem: Mazzola
- Auxiliar técnico de mixagem: Luiz Paulo
- Auxiliares de mixagem: Elba, Nestor e Julinho
- Help's: Luigi Hoffer e Lúcio
- Corte: Ivan Lisnik
- Arregimentador: Paschoal Perrota
- Capa: Naum Alves de Souza / J. C. Mello
- Fotos: Lívio Photogaleria
- Figurinos: Danielle
- Maquiagem: Guilherme Pereira
- Reproduções: Casa da Foto / Paulo Pinho
- Produção fotográfica: Naum Alves de Souza
- Encarte: Elba / Lívio / Mello e Bruno

- Citação: "Agradeço a todos que fizeram esse trabalho. Mazzola, pilotando, com arte, o som. César Camargo Mariano, Lincoln Olivettu, Francis (Hime), Luiz Avelar e Zé Américo, criando belíssimos arranjos. Aos músicos, compositores, aos técnicos, ao Pimpa, Antonio, Eva, Gilda, Alceu (Valença), Lula Queiroga, Tadeu Mathias, Zé Ramalho, Gonzaguinha, ao Chico (Buarque), por ter vindo, a Milton Nascimento, Celso Adolfo e a Sjavan (mando um beijo)! Lembrando da Clara, com saudades!!!" Elba/83 "Alô, Marieta, obrigado pelo leque e o anjinho."

### CD (Reedição 2009)
- Supervisão geral: Alice Soares
- Coordenação do projeto e textos: Rodrigo Faour
- Remasterização: DMS Mastering Solutions por Luigi Hoffer
- Restauração das capas e adaptação gráfica de LP para CD: Laststudio por Leandro Arraes
- Revisão: Luiz Augusto
- Coordenação gráfica: Geysa Adnet